# Zakon ljubavi
Zakon ljubavi je hrvatska telenovela snimana 2008.
U Srbiji je prikazivana 2008. na televiziji Pink.

## Radnja
Telenovela Zakon ljubavi prati zbivanja u dva potpuno različita sveta - u svetu glume i pravosuđa.
Centar priče je život dve zagrebačke porodice, Perković i Nardeli, čije su pozicije u društvu, kao i finansijsko stanje slične, ali moralni stavovi kao i način stvaranja tih pozicija suprotni.
Petar Perkovića (30), starije dete Perkovićevih je nezrela ličnost. Zaposlen je u advokatskoj kancelariji njegovog oca Zvonimira Perkovića. Žurke i žene su mu važnije od svog braka i zanimanja. Njegova žena Maja Lena Nardeli Perković (30) takođe radi u istoj kancelariji i izuzetno je uspešna advokatkinja. 
Zvonimir Perković (55) je poznati zagrebački advokat. Ima političko-društvene veze, ali problematični moral. Supruga Neva je neshvaćena i usamljena domaćica, koja već duže vreme traži utehu u alkoholu. Ćerka Una je razmažena i bahata tinejdžerka. Pokušava da upiše glumu, nakon neuspelog pokušaja se zaposli kod trač časopisa "Scena".
Na drugoj strani je porodica Nardeli. Majka Alma Sach Nardeli je uspešna arhitektkinja, a otac Ingnjat Nardeli je bivši sudija Vrhovnog suda, koji trenutno obavlja funkciju dekana na Pravnom fakultetu, na kojem je ujedno i profesor. Odnos oca Ignjata i ćerke Maja Lene je problematičan, jer on ne podržava da ona radi za Zvonimira Perkoviće. Sin Matej Nardeli je pozorišni reditelj i profesor na Akademiji dramskih umetnosti. Oženjen je sa poznatom glumicom Lucijom Nardeli.
Bitan deo priče su i studenti, koji žive u vili Maja Lene i Petra Perkovića. Domagoj Rebac je student kamere, Ivor Vilić je student produkcije a Klara Bakić je studentkinja glume. Klara se nađe između profesora Nardelija i svog cimera Domagoja.
Vrlo brzo se sudbine likova prepliću.

## Likovi

### Porodica Perković
- Zvonimir Perković - bogati i ambiciozni 50-godišnjak koji voli svima da upravlja; otac Une i Petra.
- Neva Perković - usamljena majka koju su svi napustili, sreću pronalazi u alkoholu.
- Petar Perković - Zvonimirov sin koji svoju ženu Maja Lenu vara s Lucijom; lenj i veliki ženskaroš.
- Una Perković - bogata i arogantna tinejdžerka; bivša manekenka, želi da upiše glumu.

### Porodica Nardeli
- Ignjat Nardeli - bogati 50-godišnjak koji je u velikoj svađi sa Zvonimirom.
- Alma Sach Nardeli - majka Maja Lene i Mateja; uspešna arhitektkinja.
- Maja Lena Nardeli - dobra, ali prevarena žena; uspešna je advokatkinja i radi u Zvonimirovoj kancelariji; ponekad ljubuje s Ivorom.
- Matej Nardeli - profesor na Akademiji dramskih umetnosti; žena Lucija ga vara s Petrom.
- Lucija Nardeli - Matejeva arogantna žena; pokvarena i nezahvalna; glumi od svojih 20-tih godina.

### Ostali likovi
- Domagoj Rebac - dečko kome treba srodna duša; zaljubljen je u Klaru, bivši diler.
- Ivor Vilić - tipični 20-godišnjak; voli dobre cure, zabavu i otkačen je; ljubuje s Maja Lenom.
- Klara Bakić - dobra devojka koja želi da se upiše na Akademiju dramskih umetnosti; ima potencijala, i na tome joj Una duboko zavidi; želi da se sprijatelji s Unom, no ona nije za nikakva prijateljstva.
- Iris Vujičić - Petrova poslovna partnerka. Odgovorna i ambiciozna žena. Petrova 'muza' iz mlađih dana.
- Tonka Njavro - advokatkinja u Zvonimirovoj firmi i najbolja prijateljica Maja Lene s kojom deli sve njihove tajne.
- Stela - sekretarica u Zvonimirovoj firmi; mlada i pomalo neiskusna; ljubuje s Andrejom.
- Andrej Žerjavić - Stelin dečko koji želi da sazna sve o Maja Leni.

## Zanimljivosti
- Na dan premijere telenovele "Zakon ljubavi", krenula je i telenovela "Sve će biti dobro". Iako su obe telenovele u Hrvatskoj, zemlji porekla obe serije, ispočetka imale stabilnu gledanost, nakon prvih mesec dana prikazivanja gledaoci su se očigledno opredelili za "Sve će biti dobro". Dok je tu seriju svakodnevno pratilo 12% gledalaca, je "Zakon ljubavi" pratilo svega 6% gledalaca. Telenovela će zbog loše gledanosti doživjeti neke promene i biće skraćena (u početku je planirano 185 epizoda).[3].
- Marijana Mikulić tumačila je lik Zrinke Kramarić, bivše pevačice koja se razvodi od svog supruga nakon što on saznaje za njenu neveru i baca joj odeću kroz prozor stana. Slučaj iz serije neodoljivo podseća na slučaj pevačice Vlatke Pokos. Iako je Jelena Veljača poricala da je slučaj iz serije inspirisan Vlatkinim razvodom. Vlatka Pokos se jako naljutila na Jelenu jer je uverena kako je njena situacija do samog detalja prepričana u seriji.[4].
- Zbog neispunjavanja ugovorenih obaveza, odnosno kršenja ugovora, Roman Majetić je u oktobru 2008. otpustio jednu od glavnih scenaristkinja, Jelenu Veljaču. Umesto nje uskočila je Nataša Drakulić.[5].
- Nakon nekoliko godina dobre saradnje, pukla je poslovna veza između zajedničkih vlasnika AVA produkcije Tončija Huljića i Romana Majetića, zbog različitih vizija poslovanja između njih. Huljić je uz novčanu otpremninu napustio AVA produkciju u oktobru 2008. Huljić i Majetić će ubuduće raditi samo na projektima u Srbiji zajedno.[6].
- 2. decembra 2008 je Nova TV objavila da će 12. decembra 2008, nakon 60. epizode, prestati sa emitovanjem telenovele "Zakon ljubavi". Do tada je snimljeno 73 epizoda, od kojih je zadnjih 13 ostalo neprikazano. Kao razlog za ukidanje je navedena slaba gledanost. Odluka je donesena bukvalno preko noći, jer je AVA već dogovorila nove angažmane, kao na primer sa Božidarom Alićem, koji je trebalo da glumi Ivana Brnasa, hrvatskog premijera.[7]

## Uloge
| Glumac                     | Lik               |
| -------------------------- | ----------------- |
| Vanesa Radman              | Maja Lena Nardeli |
| Petar Ćiritović            | Matej Nardeli     |
| Zijad Gračić               | Zvonimir Perković |
| Lucija Šesto               | Klara Bakić       |
| Filip Juričić              | Domagoj Rebac     |
| Ankica Dobrić              | Neva Perković     |
| Ivica Pucar                | Petar Perković    |
| Marija Omaljev             | Una Perković      |
| Slavko Juraga              | Ignjat Nardeli    |
| Jasna Odorčić              | Alma Sach Nardeli |
| Mario Mlinarić             | Ivor Vilić        |
| Dolores Lambaša            | Lucija Nardeli    |
| Helena Minić               | Tonka Njavro      |
| Danijela Stanić Sejdinović | Stela             |
| Vladimir Tintor            | Andrej Žerjavić   |
| Maja Petrin                | Korina            |
| Bojana Ordinačev           | Iris Vujičić      |
| Ranko Zidarić              | Fran Tadej        |
| Ivana Bolanča              | Olinka Tadej      |
| Matea Jagar                | Tea Tadej         |

## Gostujuće uloge
| Glumac                 | Lik                                 |
| ---------------------- | ----------------------------------- |
| Velimir Čokljat        | Srećko Kramarić                     |
| Nela Čolić Prizmić     | Olga Bakić                          |
| Marijana Mikulić       | Zrinka Kramarić                     |
| Lela Margitić          | Lela Šimović Pek                    |
| Boris Bakal            | Zlatko                              |
| Gorana Marin           | Ana                                 |
| Mia Begović            | Paulina Papić                       |
| Maja Lena Lopatny      | Paulinina kćer                      |
| Đorđe Kukuljica        | doktor Poloni                       |
| Mladen Čutura          | detektiv                            |
| Zlatko Ožbolt          | Vjeran Klaus                        |
| Marinko Leš            | Mihael Babonić                      |
| Željko Šestić          | Marinko Minić                       |
| Višnja Babić           | Milana Budić Levaj                  |
| Alain Blažević         | Tomaž                               |
| Zoran Gogić            | Franjo Papić                        |
| Alan Šalinović         | Jadranko                            |
| Lana Klingor           | Klea                                |
| Darko Janeš            | Slavko Levaj                        |
| Vinko Štefanac         | Kristijan Grgić                     |
| Amar Bukvić            | Vojin                               |
| Ela Dvornik            | novinarka                           |
| Mirela Brekalo Popović | Andrea Jandrić                      |
| Pero Juričić           | Milan Jandrić                       |
| Antonija Pintarić      | Lorena Jandrić                      |
| Ana Majhenić           | Olga Bakić (u mladim danima)        |
| Goran Manić            | Zvonimir Perković (u mladim danima) |
| Davor Borčić           | Kohl                                |
| Mirta Zečević          | Višnja Car                          |
| Dinko Vujević          | Joško                               |
| Inge Privora           | Nina                                |
| Aleksandar Srećković   | Sergej Janić                        |
| Lukrecija Brešković    | Mira Tadej                          |
| Franka Klarić          | Kaja Leko †                         |
| Nikola Ivošević        | Jozo Leko                           |
| Mira Perić Kraljek     | Marina Leko                         |
| Saša Buneta            | Vedran Ivić                         |
| Robert Josinović       | Wil Markovich                       |
| Tamara Garbajs         | Ivana Babić                         |
| Robert Bošković        | Mario                               |
| Anita Matić            | Barbara Ivić                        |
| Antonija Stanišić      | profesorka na akademiji             |
| Milivoj Beader         | producent                           |
| Simona Ledić           | Klarina prijateljica                |
| Drago Utješanović      | državni tužilac                     |
| Katarina Perica        | Margita Perica                      |
| Ljiljana Bogojević     | Sanja Perica                        |
| Jozo Šuker             | policajac                           |
| Branko Smiljanić       | Ante Perica                         |
| Davor Janjić           | Josip                               |
| Otokar Levaj           | Antun                               |
| Miran Kurspahić        | Rene Tomas                          |
| Sanja Vejnović         | Ljiljana Moguš                      |
| Tomislav Bedeniković   | novinar                             |